# Luka Puljiz
Luka Puljiz (Runovići kod Imotskog, 24. listopada 1913. – Bleiburg, 1945.), hrvatski književnik.
Roditelji poljodjelci živjeli su od proizvodnje duhana, više gladni nego siti te, u potrazi za boljim životom 1926. odlaze u Slavoniju, u Osijek. Luka je u Osijeku kao srednjoškolac počeo je pisati i objavljivati pod pseudonimom Luka Marijanov, najprije u časopisu Mladost, a poslije u tisku i drugdje. Od 1935. bavio se novinarstvom, od 1935. do 1936. bio je predsjednik Hrvatske omladine u Osijeku, zbog čega je morao iz Osijeka otići u Vukovar gdje je živio do 1941. surađujući s osječkim Hrvatskim listom. U Vukovaru je pokrenuo tjednik Srijemski Hrvat. Tijekom Drugog svjetskog rata službovao je u Vukovaru, Banjoj Luci, Zagrebu i Sarajevu, a ubijen je 1945. kraj Bleiburga.

## Djela
- "Zapisi o siromacima" (Novo doba, Vukovar, 1942.),
- "Draga zemlja" (Sarajevo, 1944.).